# Zapadlisko czarnomorskie
Zapadlisko czarnomorskie (synekliza czarnomorska) – wielka struktura tektoniczna w dnie Morza Czarnego, leżąca na południe od platformy wschodnioeuropejskiej.
Oddziela alpejskie strefy fałdowe Gór Krymskich i Kaukazu od stref fałdowych Półwyspu Bałkańskiego i Azji Mniejszej.
Długość struktury wynosi ponad 1100 km, szerokość od 150 do 300 km. Południkowo przebiegający Wał Andrusowa dzieli zapadlisko na część zachodnią i wschodnią.